# Boones Mill
Boones Mill es una localidad del Condado de Franklin, Virginia, Estados Unidos. Según el censo de 2000 tenía una población de 285 habitantes y una densidad de población de 148.7 hab/km².

## Demografía
Según el censo de 2000, había 285 personas, 131 hogares y 77 familias residiendo en la localidad. La densidad de población era de 148,7 hab./km². Había 138 viviendas con una densidad media de 72,0 viviendas/km². El 95,79% de los habitantes eran blancos, el 2,46% afroamericanos, el 0,70% amerindios, el 1,05% asiáticos, el 0,00% de otras razas y el 0,00% pertenecía a dos o más razas. El 1,05% de la población eran hispanos o latinos de cualquier raza.
Según el censo, de los 131 hogares en el 26,0% había menores de 18 años, el 50,4% pertenecía a parejas casadas, el 5,3% tenía a una mujer como cabeza de familia, y el 41,2% no eran familias. El 34,4% de los hogares estaba compuesto por un único individuo, y el 10,7% pertenecía a alguien mayor de 65 años viviendo solo. El tamaño promedio de los hogares era de 2,18 personas y el de las familias de 2,82.
La población estaba distribuida en un 20,4% de habitantes menores de 18 años, un 9,1% entre 18 y 24 años, un 33,0% de 25 a 44, un 22,5% de 45 a 64, y un 15,1% de 65 años o mayores. La media de edad era 36 años. Por cada 100 mujeres había 91,3 hombres. Por cada 100 mujeres de 18 años o más, había 97,4 hombres.
Los ingresos medios por hogar en la localidad eran de 39.688 dólares ($), y los ingresos medios por familia eran 44.821 $. Los hombres tenían unos ingresos medios de 37.500 $ frente a los 23.542 $ para las mujeres. La renta per cápita para la ciudad era de 16.795 $. El 8,2% de la población y el 3,8% de las familias estaban por debajo del umbral de pobreza. El 10,9% de los menores de 18 años y el 11,6% de los habitantes de 65 años o más vivían por debajo del umbral de pobreza.

## Geografía
Según la Oficina del Censo de los Estados Unidos, la localidad tiene un área total de 1,9 km², todos ellos correspondientes a tierra firme.